# Női költők, írók listája

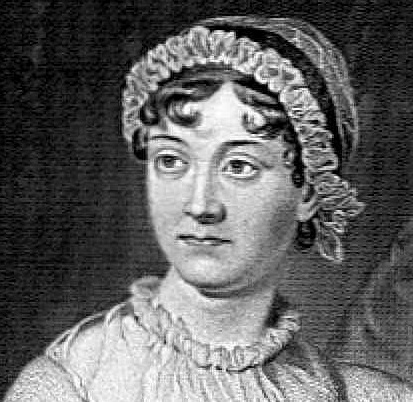
Jane Austen

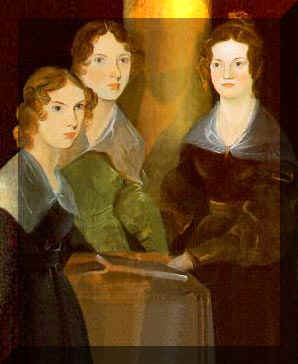
A Brontë-nővérek

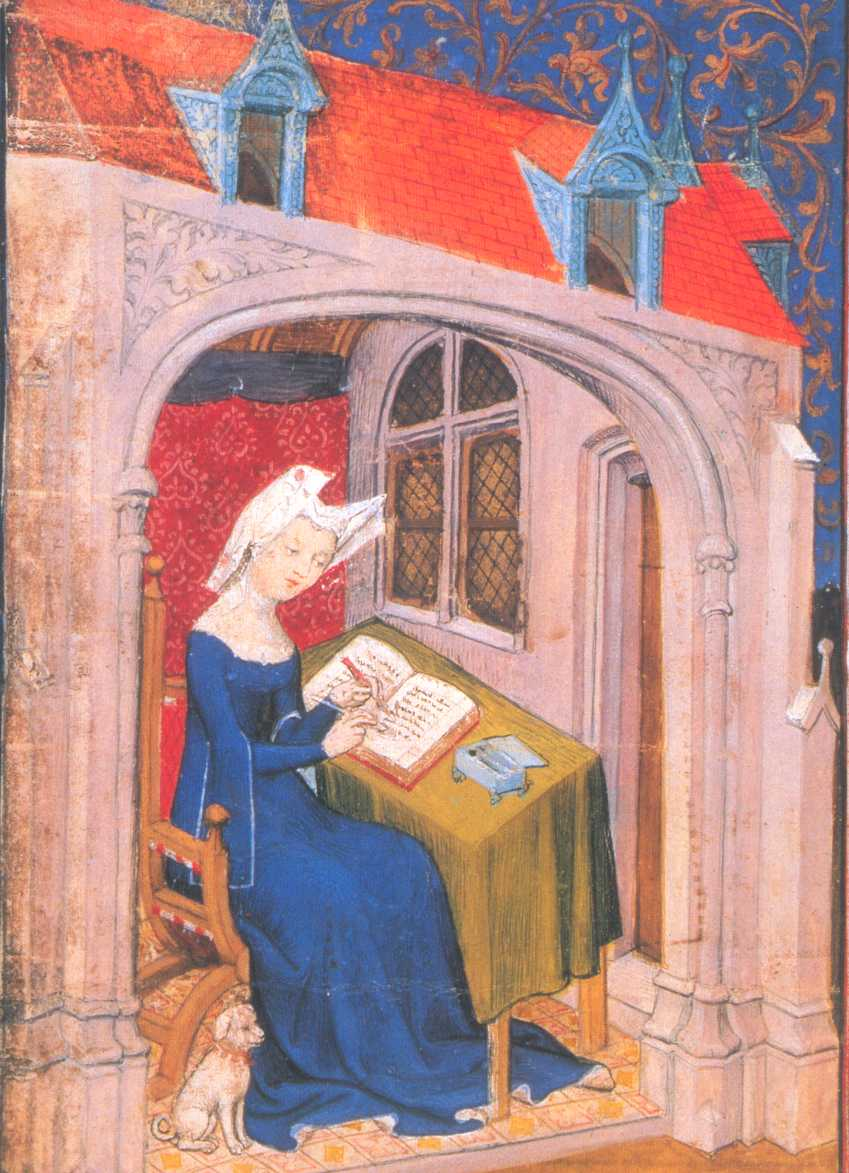
Christine de Pisan

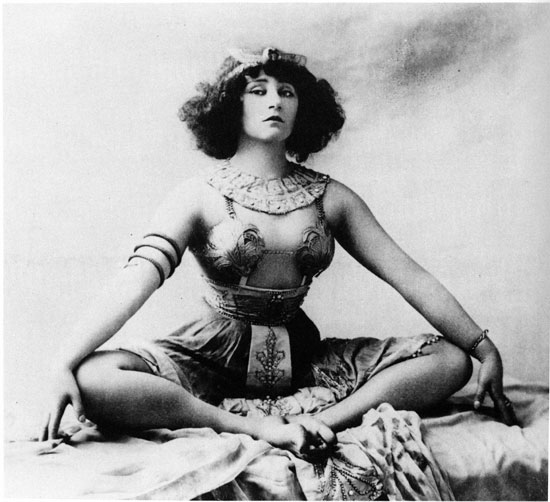
Colette

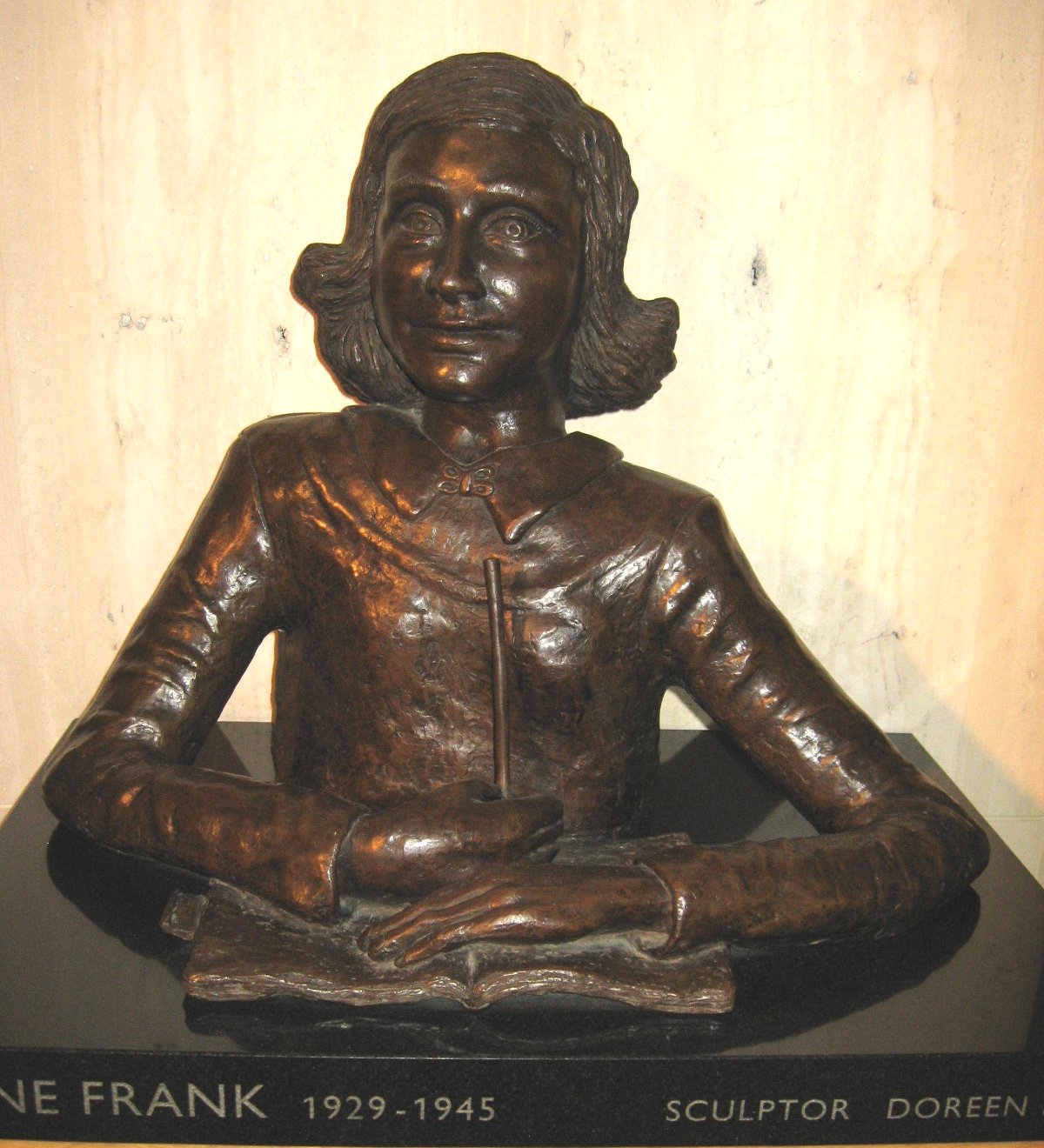
Anne Frank

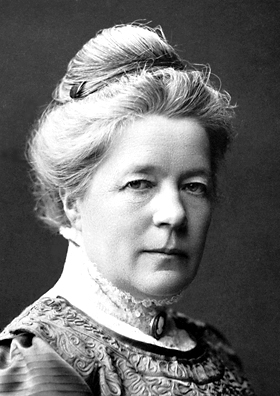
Selma Lagerlöf

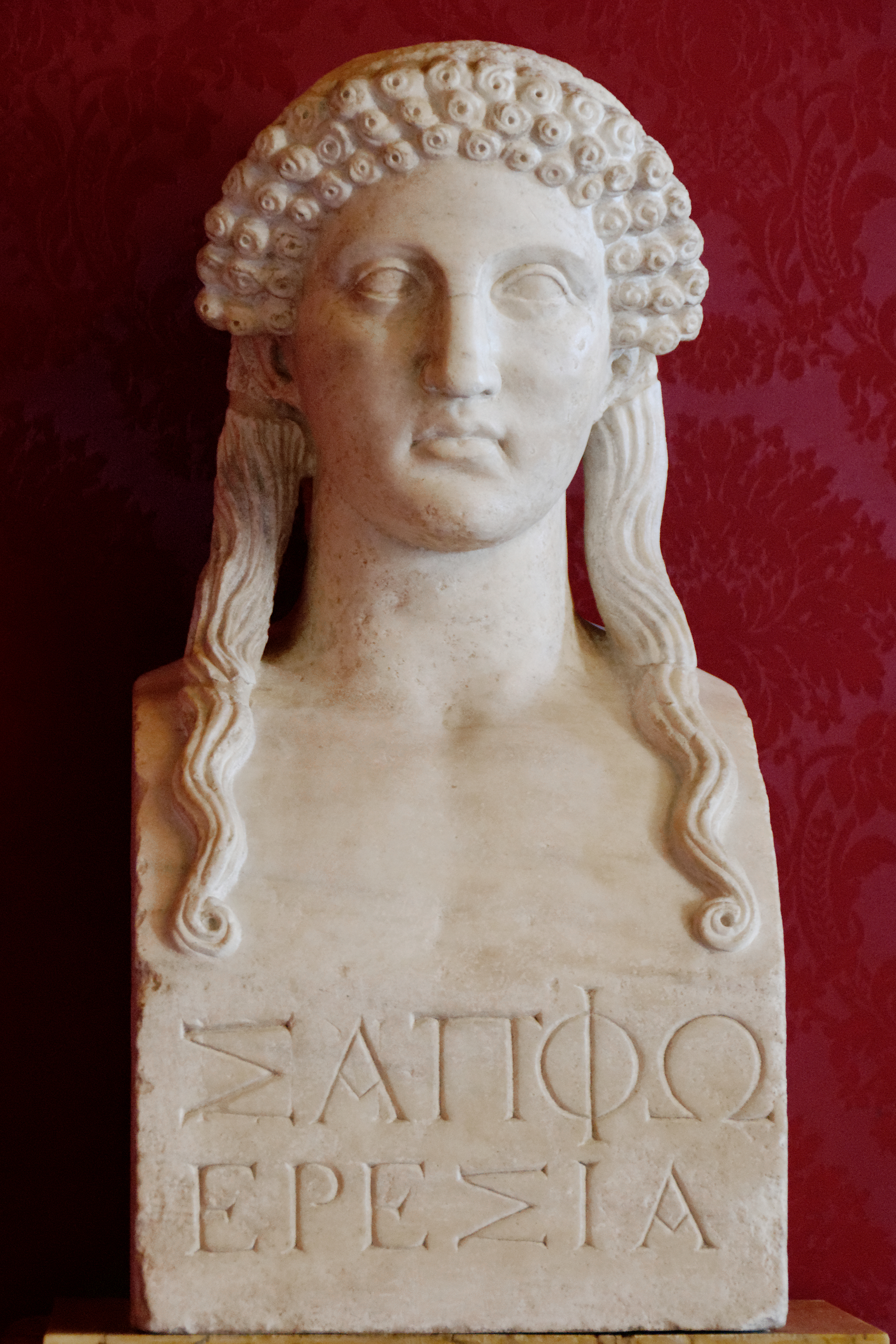
Szapphó

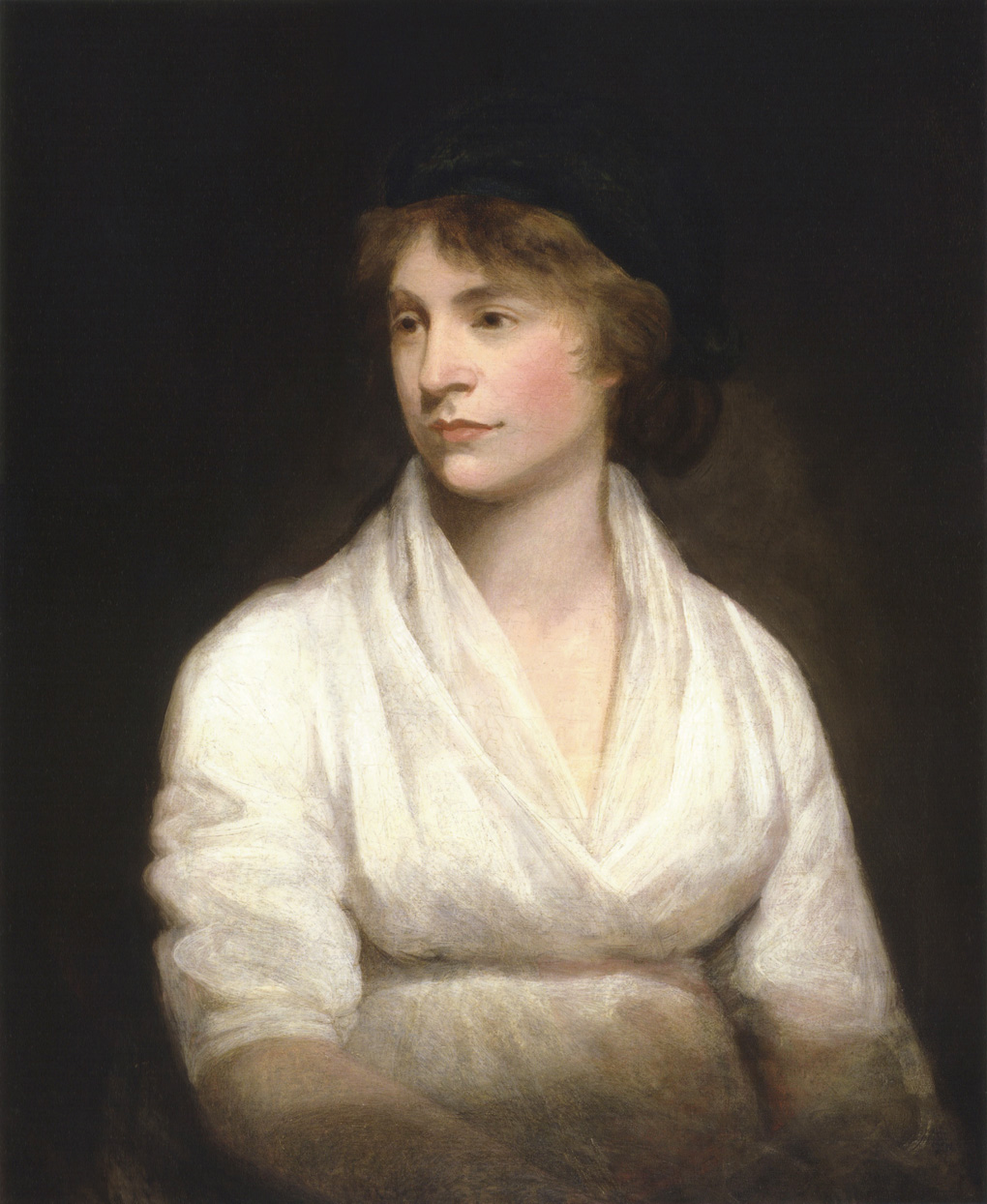
Mary Wollstonecraft

A világirodalom híres női költőinek, íróinak listája.
| Ábécé szerinti tartalomjegyzék                                        |
| --------------------------------------------------------------------- |
| A B C Cs D E F G Gy H I J K L M N Ny O P Q R S Sz T Ty U V W X Y Z Zs |

## A
- Mercedes de Acosta (1893–1968) amerikai költő, drámaíró
- Gabriela Adameșteanu (* 1942) román író, műfordító
- Chimamanda Ngozi Adichie (* 1977) nigériai író
- Halide Edib Adıvar (1884–1964) török író, feminista politikus
- Olympe Adouard (1832–1890) francia író, feminista
- Aelia Eudocia (393/394–460/461) görög író, II. Theodosius bizánci császár felesége
- Marie d’Agoult (1805–1876) francia író (Daniel Stern álnéven írt), Liszt Ferenc élettársa volt
- Cecelia Ahern (* 1982) ír író
- Bella Ahatovna Ahmadulina (1937–2010) szovjet-orosz költő, novellista, műfordító
- Anna Andrejevna Ahmatova (1889–1966) szovjet-orosz költő
- Ilse Aichinger (1921–2016) osztrák író
- Isabel Allende (* 1942) chilei író, újságíró
- Szvetlana Joszifovna Allilujeva (1926–2011) grúz memoáríró (Sztálin lánya)
- Betti Alver (1906–1989) észt költő
- Anna Andrejevna Ahmatova (1889–1966) orosz költő
- Louisa May Alcott (1832–1888) amerikai író
- Maya Angelou (1928–2014) amerikai író, költő
- Antal Gézáné Opzoomer Adél (1856–1925) holland-magyar író
- Anüté, (i. e. 3) ókori görög költő
- Núria Añó (* 1973) spanyol iró
- Arakava Hiromu (* 1973) japán képregényíró
- Hannah Arendt (1906–1975) német filozófus, politológus
- Bettina von Arnim (1785–1859) német író
- Eustahija Arsić (1776–1843) szerb író
- Artner Teréz (1772–1829) költő
- Aspazija (1865–1943) lett író
- Ludmilla Assing (1827–1880) német író
- Margaret Atwood (1939–) kanadai író, költő
- Jane Austen (1775–1817) angol regényíró
- Silvia Avallone (*1984) olasz költő, író

## B
- Ingeborg Bachmann (1926–1973) osztrák költő, író
- Linda Maria Baros (* 1981) román származású francia költő, műfordító, irodalomkritikus
- Marie Bashkirtseff (1858–1884) orosz származású francia író, festő, szobrász
- Bánk Zsuzsa (* 1956) magyar származású német író
- Simone de Beauvoir (1908–1986) francia író
- Szimin Behbaháni (1927-2014) iráni költő
- Senta Berger (* 1941) német író, színésznő, filmproducer
- Lauren Beukes (*1976) dél-afrikai író, forgatókönyvíró, újságíró
- Ana Blandiana (* 1942) román költő, író
- Helena Blavatsky (1831–1891) orosz író
- Karen Blixen (1885–1962) dán író
- Enid Blyton (1897–1968) angol író
- Helena Bobińska (1887–1968) lengyel író
- Marie Bonaparte (1882–1962) francia író
- Anna Louisa Geertruida Bosboom-Toussaint (1812–1886) holland író
- Carmen Boullosa (* 1954) mexikói író, költő
- Anne Bradstreet (kb. 1612–1672) amerikai költő, író
- Patricia Briggs (* 1965) amerikai író
- Anne Brontë (1820–1849) angol író
- Charlotte Brontë (1816–1855) angol író
- Emily Brontë (1818–1848) angol költő, regényíró
- Elizabeth Barrett Browning (1806–1861) angol költő
- Bruck Edith (* 1932) magyar származású olasz költő
- Pearl S. Buck (1892–1973) amerikai író

## C
- Meg Cabot (* 1967) amerikai író
- Linda Lee Cadwell (* 1945) amerikai író
- Rachel Caine (* 1962) amerikai író
- Taylor Caldwell (1900–1985) amerikai író
- Matilde Camus (1919–2012) spanyol költő
- Minna Canth (1844–1897) finn író, költő
- Alice Cary, (1820–1871) amerikai költő
- Phoebe Cary, (1824–1874) amerikai költő
- Ruxandra Cesereanu (* 1963) román író, költő
- Jung Chang (* 1952) kínai származású író
- Agatha Christie (1890–1976) angol krimi író
- Christine de Pisan (1365–1429) francia író
- Clara d’Anduze (13. század) provanszál költő
- Mary Higgins Clark (1927–2020) amerikai író
- Beverly Cleary (1916–2021) amerikai író
- Colette (1873–1954) francia író, varietéművész
- Joan Collins (* 1933) angol író, színésznő
- Suzanne Collins (* 1963) amerikai író
- Compiuta Donzella olasz költő
- Vittoria Colonna olasz költő (1492–1547)
- Doina Cornea (1929–2018) román költő
- Patricia Cornwell (* 1956) amerikai író
- Dymphna Cusack (1902–1981) ausztrál író
- Cusima Júko (1947–2016) japán író
- Marina Ivanovna Cvetajeva (1892–1941) orosz költő, író
- Myriam Cyr (* 1960) kanadai író, színésznő

## D
- Angela Davis, (1944–) amerikai filozófus, önéletíró
- Aagje Deken (1741–1804) holland költő
- Grazia Deledda (1871–1936) Nobel-díjas olasz (szárd) író
- Emily Dickinson (1830–1886) amerikai költő
- Veronyika Arkagyjevna Dolina (* 1956) orosz költő, dalszerző
- Fran Drescher (* 1957) amerikai forgatókönyvíró, színésznő
- Agnieszka Drotkiewicz (* 1981) lengyel író
- Annette von Droste-Hülshoff (1779–1848) német író, költő
- Agnieszka Drotkiewicz, (1981–) lengyel író
- Ásszija Dzsebár, (1936–2015) algériai író
- Hvang Dzsini (1506?–1544?) koreai költő

## E
- Marie Ebner Eschenbach (1830–1916) osztrák író, költő
- Maria Edgeworth (1767/1768–1849) ír író
- Encsi Fumiko (1905–1986) japán író, drámaíró
- Enhéduanna (kb. i. e. 2285–2250) sumér hercegnő, papnő, a világirodalom első név szerint ismert költője
- George Eliot (1819–1880) angol író
- Erzsébet román királyné (1843–1916) Carmen Sylva néven író, költő
- Laura Esquivel (*1950) mexikói író
- Lucía Etxebarria (1966–) spanyol író

## F
- Oriana Fallaci, (1929–2006) olasz író
- Karen-Susan Fessel (1964–) német író
- Catherine Fisher (* 1957) angol író
- Carry Fischer (* 1956) amerikai író, forgatókönyvíró
- Becca Fitzpatrick (* 1979) amerikai író
- Folignói Boldog Angéla (13. század – 1309) olasz egyházi író
- Anne Frank (1929–1945) német zsidó lány
- Kinga Choszcz (1973–2006) lengyel író, utazó
- Laura Espido Freire (*1974) spanyol író
- Fudzsivara no Micsicuna anyja (931–995) japán író
- Cornelia Funke (1958–) német író

## G
- Kuki Gallmann, (1943–) kenyai író
- Julie Garwood (1944–2023) amerikai író
- Anna Gavalda (* 1970) francia író, újságíró
- Pauline Gedge (1945–) kanadai író
- Félicité de Genlis (1746–1830) francia író
- Elizabeth Gilbert (* 1969) amerikai író
- Margo Glantz (* 1930) orosz származású mexikói író
- Emma Goldman, feminista amerikai író
- Nadine Gordimer (1923–2014) dél-afrikai író
- Kristin Gore (* 1977) amerikai író
- Luise Adelgunde Victorie Gottsched (1713–1762) német író
- Elizabeth Goudge (1900–1984) angol író
- Olympe de Gouges (1748–1793) francia drámaíró, irodalmár, polemista. A jakobinus diktatúra idején nyaktilóval végezték ki.
- Almudena Grandes (1960–) spanyol író
- Germaine Greer (* 1939) ausztrál író
- Irina Grekova (1907–2002) orosz író, matematikus
- Paula Grogger (1892–1984) osztrák író, költő
- Faïza Guène (* 1985) algériai származású francia író, filmrendező
- Karoline von Günderrode (1780–1806) német költő

## Gy
- Marina Gyacsenko (* 1968) ukrán író

## H
- Habsburg Katalin (* 1972) osztrák életrajzíró, politológus
- Ida Hahn-Hahn (1805–1880) német író
- Laurell K. Hamilton (* 1963) amerikai író
- Bergtóra Hanusardóttir (* 1946) feröeri író, költő
- Joanne Harris (* 1964) angol író
- Eszti G. Háim (* 1963) izraeli író
- Hegedűs Ilona, angolul publikáló, magyar származású amerikai költő
- Higucsi Icsijó (1872–1896) japán író
- Zinaida Nyikolajevna Hippiusz (1869–1945) orosz költő, író
- Hiraiva Jumie (* 1932) japán író
- Ayaan Hirsi Ali (* 1969) szomáliai származású holland író, feminista, politikus
- Klementyna Hoffmanowa (1798–1845) lengyel író
- Cathy Hopkins (* 1953) angol író
- Hosino Kacura (* 1980) japán képregényíró
- Petra Hůlová (* 1979) cseh író
- Tonya Hurley amerikai író, forgatókönyvíró

## I
- Ijjas Flóra kortárs magyar író
- Florina Ilis (* 1968) román író
- Elizabeth Inchbald (1753–1821) angol író, színésznő
- Isze úrhölgy (877?–938) japán költő
- Itojama Akiko (* 1966) japán író

## J
- Jamada Eimi (* 1959) japán író
- Elfriede Jelinek (1946–) feminista osztrák írónő, Nobel-díjas
- Milena Jesenská (1896–1944) cseh írónő, újságíró, műfordító
- Sue Johanson (* 1930) kanadai író
- Diana Wynne Jones (1934–2011) angol író
- Birgitta Jónsdóttir (* 1967) izlandi költő
- Josija Nobuko (1896–1973) japán író
- Josimoto Banana (* 1964) japán író
- Joszano Akiko (1878–1942) japán költő, műfordító
- Sor Juana Inés de la Cruz (1651–1695) mexikói költő

## K
- Kalkuttai Teréz anya (1910–1996) albán (aromán) apáca
- Mascha Kaléko (1907–1975) német költő
- Maarja Kangro (* 1973–) észt költő, író, műfordító
- Anna Louisa Karsch (1722–1791) német költő
- Lauren Kate amerikai író
- Marian Keyes (* 1963) ír író
- Helen Keller (1880–1968) amerikai író
- Margery Kempe (1373–1438) angol önéletíró
- Claire Kenneth (1923–2000) magyar származású amerikai író
- Tabitha King (* 1949) amerikai író
- Maxine Hong Kingston (* 1940) kínai-amerikai író
- Kirino Nacuo (* 1951) japán író
- Zofia Kossak-Szczucka (1889–1968) lengyel író
- Kottanner Jánosné (1400 körül–1470 után) magyarországi német származású memoáríró
- Kovács Klaudia amerikai író, forgatókönyvíró
- Margret Kreidl (* 1964) osztrák író, költő, szövegíró
- Jayne Ann Krentz amerikai író
- Leena Krohn (1947–) finn író
- Sarah Kuttner (* 1979) német író, műsorvezető
- Kylie Kwong (1969–) ausztrál író

## L
- Selma Lagerlöf (1858–1940) svéd író, Nobel-díjas
- Lucette Lagnado amerikai író, újságíró
- Elisabeth Langgässer (1899–1950) német író
- Else Lasker-Schüler (1869–1945) német költő
- Anemone Latzina (1942–1993) romániai német költő
- Christine Lavant (1915–1973) osztrák költő, író
- Camilla Läckberg (* 1974) svéd író
- Ursula K. Le Guin (1929–2018) amerikai író
- Harper Lee (1926–2016) amerikai író
- Doris Lessing (1919–2013) zimbabwei író
- Fanny Lewald (1811–1889) német író
- Jean Liedloff (1926–2011) amerikai író
- Johanna Dorothea Lindenaer (1664–1737) holland író
- Astrid Lindgren (1907–2002) svéd író
- Ewa Lipska (* 1945) lengyel költő
- Cvetka Lipuš osztrák származású szlovén költő
- Virginie Loveling (1836–1923) flamand író
- Rosa Luxemburg (1870/71–1919) lengyel születésű író, szocialista filozófus, forradalmár

## M
- Shirley MacLaine (* 1934) amerikai író, színésznő
- Alma Maria Mahler-Werfel (1879–1964) osztrák író, zeneszerző
- Andra Manfelde (* 1973) lett író
- Olivia Manning (1908–1980) brit író, költő
- Angoulême-i Margit navarrai királyné (1492–1549) francia író
- Frances Marion (1888–1973) amerikai író, forgatókönyvíró, újságíró
- Marton Kati (* 1949) magyar származású amerikai író
- Novella Nyikolajevna Matvejeva (1934-2016) orosz költő, író, irodalomtörténész, énekes
- Friederike Mayröcker (1924–2021) osztrák költő, író
- Carson McCullers (1917-1967) amerikai író
- Richelle Mead (* 1976) amerikai író
- Eva Menasse (1970–) osztrák író
- Stephenie Meyer (* 1973) amerikai író
- Marie Louise Mignot (1712–1790) francia író
- Mírábáj (1498–1547) indiai költő
- Gabriela Mistral (1889–1957) chilei költő
- Margaret Mitchell (1900–1949) amerikai író, újságíró, az Elfújta a szél szerzője
- Rosa Montero (1951–) spanyol író
- Lucy Maud Montgomery (1874–1942) kanadai költő, író
- Elizabeth Moon (* 1945) amerikai író
- Elsa Morante (1912–1985) olasz költő, író
- Toni Morrison (1931–2019) amerikai író
- Muraszaki Sikibu (973-1014/1025) japán költő, író, a Gendzsi szerelmei szerzője
- Iris Murdoch (1919–1999) brit író
- Maria Murnane amerikai író
- Luise Mühlbach (1814–1873) német író
- Herta Müller (1953–) Romániában született német író

## N
- Nagy Abonyi Melinda (* 1968) vajdasági magyar származású svájci író
- Na Hjeszok (1896–1948) koreai író, költő, festőművész, szobrász
- Marie von Najmájer (1844–1904) német költő
- Ada Negri (1870–1945) olasz költő, író
- Nemes Nagy Ágnes, magyar költő, műfordító, esszéíró; Lengyel Balázs műkritikus első felesége (1922 - 1991)
- Friederike Caroline Neuber (1697–1760) német drámaíró, színésznő
- Florence Nightingale, (1820–1910) angol feminista író
- Ingrid Noll (1935–) német író
- Sinikka Nopola (* 1953) finn író
- Tiina Nopola (* 1955) finn író
- Caroline Norton (1808–1877) angol író
- Amélie Nothomb, (1967–) belga író
- Christine Nöstlinger, (1936–2018) osztrák író.

## O
- Edna O’Brien (* 1932) ír író
- Sofi Oksanen (* 1977) finn író
- Ono no Komacsi (825 körül–900 körül) japán költő
- Emma Orczy (1865-1947) magyar származású angol író
- Meghan O’Rourke (1976–) amerikai költő
- Ótomo no Szakanoue no Iracume (8. század) japán költő

- Delia Owens (* 1949) amerikai író, zoológus

## P
- Pak Kjongni (1926–2008) dél-koreai író
- Lilli Palmer (1914–1986) német író, színésznő, festőművész
- Barbara Park (1947–2013) amerikai író
- Gudrun Pausewang (1928–2020) német író
- Dora Pavel (* 1946) román író
- Laura Pavel (* 1968) román író, irodalomkritikus
- Stephani Danelle Perry (* 1970) amerikai író
- Diana Peterfreund (* 1979) amerikai író
- Karoline Pichler (1769–1843) osztrák író
- Jodi Picoult (* 1966) amerikai író
- Annie Pietri (* 1956) francia író
- Sylvia Plath (1932–1963) amerikai költő, író
- Barbara Polla (* 1950) svájci író
- Elena Poniatowska (* 1932) mexikói író, újságíró
- Eleanor H. Porter (1868–1920) amerikai író
- Heather Graham Pozzessere (* 1953) amerikai író
- Mirjam Pressler (1940–2019) német író, műfordító

## R
- Ayn Rand (1905–1982) amerikai író
- Celia Rees (* 1949) angol író
- Anne Rice (1941–) amerikai író
- Mary Rowlandson (1635–1711) amerikai önéletíró
- Nora Roberts (* 1950) amerikai író
- Agnes Mary Frances Robinson (1857–1944) angol költő, író
- Therese Albertine Louise von Jakob Robinson (1797–1870) német író
- J.K. Rowling (1965–) angol író, a Harry Potter-könyvek szerzője
- Sally Rooney (1991–) ír író
- Arundhati Roy (1961–) indiai író
- Reichard Piroska (1884 – 1943) magyar költő, műfordító, kritikus.

## S
- Nelly Sachs (1891–1970) német író, költő
- Françoise Sagan (1935–2004) francia író
- Anna Sakse (1905–1981) lett író
- George Sand (1804–1876) francia író
- Ana Maria Sandu (* 1974) román író, újságíró
- Aydilge Sarp (* 1979) török író, költő, zeneszerző, énekes
- Nathalie Sarraute (1900–1999) francia író
- Marjane Satrapi (1969–) iráni író
- Kathrin Schmidt (1958–) német író, költő
- Alice Schwarzer (* 1942) német író, újságíró, feminista, jogharcos
- Anna Seghers (1900–1983) német író
- Ruta Sepetys (1967–) litván-amerikai író
- Anne Sexton (1928–1974) amerikai költő, író
- Mary Shelley (1797–1851) angol író
- Sikisi (?–1201) japán költő
- Sarah Silverman (* 1970) amerikai író
- Božena Slančíková-Timrava (1867–1951) magyar származású szlovák író
- Joan Slonczewski (* 1956) amerikai író
- Bertrice Small (1937–2015) amerikai író
- Susan Sontag (1933–2004) amerikai író
- Edith Södergran (1892–1923) svéd költő
- Danielle Steel (* 1947) amerikai író
- Gertrude Stein (1874–1946) amerikai író, költő
- Maggie Stiefvater (* 1981) amerikai író
- Kathryn Stockett (1969–) amerikai író
- Alfonsina Storni (1892–1938) argentin költő
- Harriet Beecher Stowe (1811–1836) amerikai író, a Tamás bátya kunyhója szerzője
- Sulpicia, ókori római költő
- Wisława Szymborska (1923–2012) Nobel-díjas lengyel költő, író, irodalomkritikus
- Bella Szwarcman-Czarnota (* 1945) lengyel író, filozófus, műfordító

## SZ
- Szapphó, (i. e. 6) ókori görög költő
- Szei Sónagon (965–1010 körül) japán író, udvarhölgy
- Marija Vasziljevna Szemjonova (* 1958) orosz sci-fi-szerző
- Ljubov Makarivna Szirota (* 1956) ukrán költő

## T
- Susanna Tamaro, (1957–) olasz író

- Donna Tartt, (1963–) amerikai író

- Birgit Tengroth (1915–1983) svéd író, színésznő

- Marja-Leena Tiainen (* 1951) finn író
- Claire Tomalin (* 1933–) angol életrajzíró, újságíró
- Tereska Torrès (1920–2012) francia író
- Török Sophie, született Tanner Ilona, Baumgarten-díjas író, költő, Babits Mihály felesége (1895 - 1955)
- Sylvia Thompson (1902–1968) angol író
- Pamela Lyndon Travers (1899–1906) ausztrál író (a Mary Poppins könyvek szerzője)
- Flora Tristan (1803–1844) francia író, szocialista aktivista, a modern feminizmus megalapítója. Unokája Paul Gauguin festő.
- Irena Tuwim (1900–1987) lengyel költő, műfordító

## U
- Leonora Christina Ulfeldt (1621–1698) dán író
- Ljudmila Jevgenyjevna Ulickaja (* 1943) orosz író
- Linn Ullmann (* 1966) norvég író
- Sigrid Undset (1882–1949) norvég író, (Nobel-díj 1928)

## V
- Catherynne M. Valente (1979–) amerikai író, költő
- M. Vasalis (1909–1998) holland költő
- Elisabetta Vernier olasz író
- Aglaja Veteranyi (1962–2002) svájci író, színésznő
- Christina Viragh (* 1953) magyar származású svájci író, költő, műfordító
- Marina Vlady (* 1938) orosz származású francia író, színésznő

## W
- Alice Walker (* 1944) amerikai költő, író
- Jean Webster (1876–1916) amerikai író
- Simone Weil (1909–1943) francia író, filozófus
- Ellen G. White (1827–1915) amerikai vallási író
- Eva Wichman (1908–1975) finnországi svéd író
- Madeleine Wickham (* 1969) angol író
- Siv Widerberg (1931–2020) svéd költő
- Laura Ingalls Wilder (1867–1957) amerikai író
- Marianne von Willemer (1784–1860) osztrák költő
- Mary Wollstonecraft (1759–1797) angol író és feminista
- Christa Wolf (1929–2011) német író
- Virginia Woolf (1882–1941) angol író

## Y
- Marguerite Yourcenar (1903–1987) francia író, költő, fordító, kritikus

## Z
- Cecily von Ziegesar (* 1970) amerikai író